# Милославский, Иван Богданович
Иван Богданович Милосла́вский (1625—30.8 (9.9) 1681) — русский государственный и военный деятель, воевода, наместник, окольничий и боярин из дворянского рода Милославских, двоюродный брат царицы Марии Милославской, первой жены царя Алексея Михайловича, дед вице-адмирала Ф. С. Милославского.
Потомок Данилы Милославского, основателя старшей ветви дворянского рода Милославских. Старший сын Богдана Емельяновича Милославского (? — 1647).

## Биография

### Служба Михаилу Фёдоровичу
В начале 1640-х годов начал службу жильцом.
В 1643—1648 годах московский дворян.

### Служба Алексею Михайловичу
В 1648—февраль 1653 годах стольник.
В 1653 году первый раз попал в опалу и лишился дворцовых чинов. Февраль 1653—1656 годах вновь жилец.
Участвовал в русско-польской войне 1654—1667 годов. В 1654 году сопровождал царя в походе на Смоленск. Отличился во время осады Смоленска (взял 2 башни и 3 прясла стен Смоленского Кремля), затем вёл переговоры о сдаче города поляками. В этом же году отличился при взятии Витебска.
В 1656 году, во время русско-шведской войны 1656—1658 гг. командовал успешным ночным штурмом Динабурга, руководил строительством Борисоглебской крепости, участвовал в осаде Риги.
В 1656—1657 годах второй раз попал в опалу и лишён дворцовых чинов.
В 1657 годах вновь пожалован московским дворянином.
В 1658—1666 годах вновь пожалован стольником.
В 1659—1663 годах воевода в Холмогорах.
В середине 1660-х — конце 1670-х годов занимал видное положение при дворе. Выдвинулся благодаря родству с Милославским И. Д. и Милославским И.М. Благодаря родственным связям занял видное положение при дворе, регулярно сопровождал царя Алексея Михайловича в его загородных поездках и увеселениях.
С 1665 до мая 1666 года окольничий (вновь в сентябре/октябре 1666 года).
В августе-сентябре 1666 года третий раз в опале с лишением чинов.
В 1668—1669 и 1673—1675 годах возглавлял Челобитный приказ.
В 1670—1671 годах воевода в Симбирске. Один из главных организаторов подавления восстания Разина в 1670—1671 годах. Находясь на воеводстве в Симбирске, успешно руководил обороной города от войск Степана Разина с полком нового строя в 5 тысяч человек против 20-тысячного войска повстанцев (сентябрь—октябрь 1670 года). Вместе с войсками Барятинского Ю. Н. нанёс 3 (13) октября поражение восставшим у Симбирска. В этом же году воевода плавной рати «для очищения Астрахани и иных городов», захваченных восставшими.
В 1671 году вернул под контроль правительства Самару, Саратов и Царицын. Несмотря на царский указ, запрещавший ему двигаться с войсками южнее Царицына, продолжил свой поход на Астрахань, получив известие о переговорах разинцев с крымским ханом по поводу сдачи хану «Астраханского царства». Очистил от повстанцев все поволжские города, подойдя 1 (11) сентября к Астрахани. Военный действия, в том числе и разгром восставших у Соляного городка близ Болдиной Косы на р. Волга, Иван Богданович сочетал с тайными переговорами с атаманом восставших Ф. Шелудяком, что способствовало взятию Астрахани. 27 (11) 7 декабря взял Астрахань. В этом же году пожалован в бояре.
В 1671—1672 годах первый воевода в Астрахани. В освобождённом городе проводил «мягкую» политику по отношению к восставшим (в частности, Ф. Шелудяк и часть казаков были взяты в холопы на его имя), что вызвало неудовольствие царя и некоторых членов Государева двора. В результате Милославский был смещён с воеводства в Астрахани, а на его место был прислан Я. Н. Одоевский, который начал сыск против Милославского, а также против повстанцев, многие из которых, в том числе Шелудяк, подверглись пыткам и казням.
В январе 1674 года Милославский продал Приказу Тайных дел сельцо Золотилово (Пузиково) в Домодедовской волости за 1200 рублей (и каменных запасов на 1000 рублей). 30 января 1674 года царь приказал выдать Ивану Богдановичу из Каменного Приказа вместо денег, «за сельцо Золотилово…250000 кирпичю, 1500 камней аршинного, 1500 камней 3-х четвертей, 500 бочек извести по указанной цене». Эти средства были использованы при возведении каменного храма в честь Казанской иконы Божией Матери в вотчине Милославского — селе Шеметово (Алтуфьево).

### Служба Фёдору Алексеевичу
В 1676—1677 годах первый воевода в Казани. 11 (21) июня 1676 года огласил там приговор опальному Матвееву Артамону Сергеевичу, который вёл борьбу с его родом, но потерпел поражение.
В 1678—1679 годах наместник Белгородский. В эти же года первый воевода Большого Белгородского полка (18 тысяч чел.) во время русско-турецкой войны 1676—1681 годов. Одновременно в 1678—1679 годах воевода в Курске.
В 1679 году И. Б. Милославский был направлен со своим полком в товарищи к боярину Петру Васильевичу Шереметеву Большому для обороны Киева от турок. В этом же году в связи с конфликтом между представителями рода Милославских и царём Фёдором Алексеевичем в связи с выбором царской невесты род утратил свои позиции при Государевом дворе, когда царь женился на Агафье Семёновне Грушецкой.
Крупный землевладелец, имел поместья и вотчины в Арзамасском, Галицком, Можайском, Московском, Новгородском, Переславль-Залесском, Ярославском и других уездах.
Умер 9 сентября 1681 года.

## Семья и дети
Был женат на Дарье Петровне Даниловой, владелице поместья в усадьбе Прохорово в Подмосковье, от брака с которой имел двух сыновей:
- Александр Иванович Милославский, комнатный стольник, женат на Софье Алексеевне, дочери А. П. Соковнина
- Сергей Иванович Милославский, комнатный стольник, 1-я жена — Анна Даниловна Строганова, 2-я жена — Мария Петровна Салтыкова

Память: